# Hieronymus Janssens

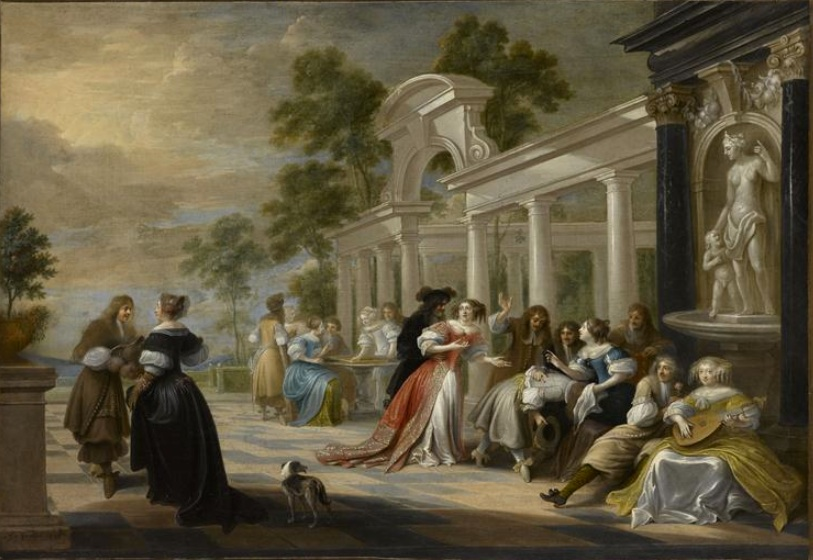
El juego de la mano caliente, óleo sobre lienzo, 58 x 83 cm, París, Louvre.

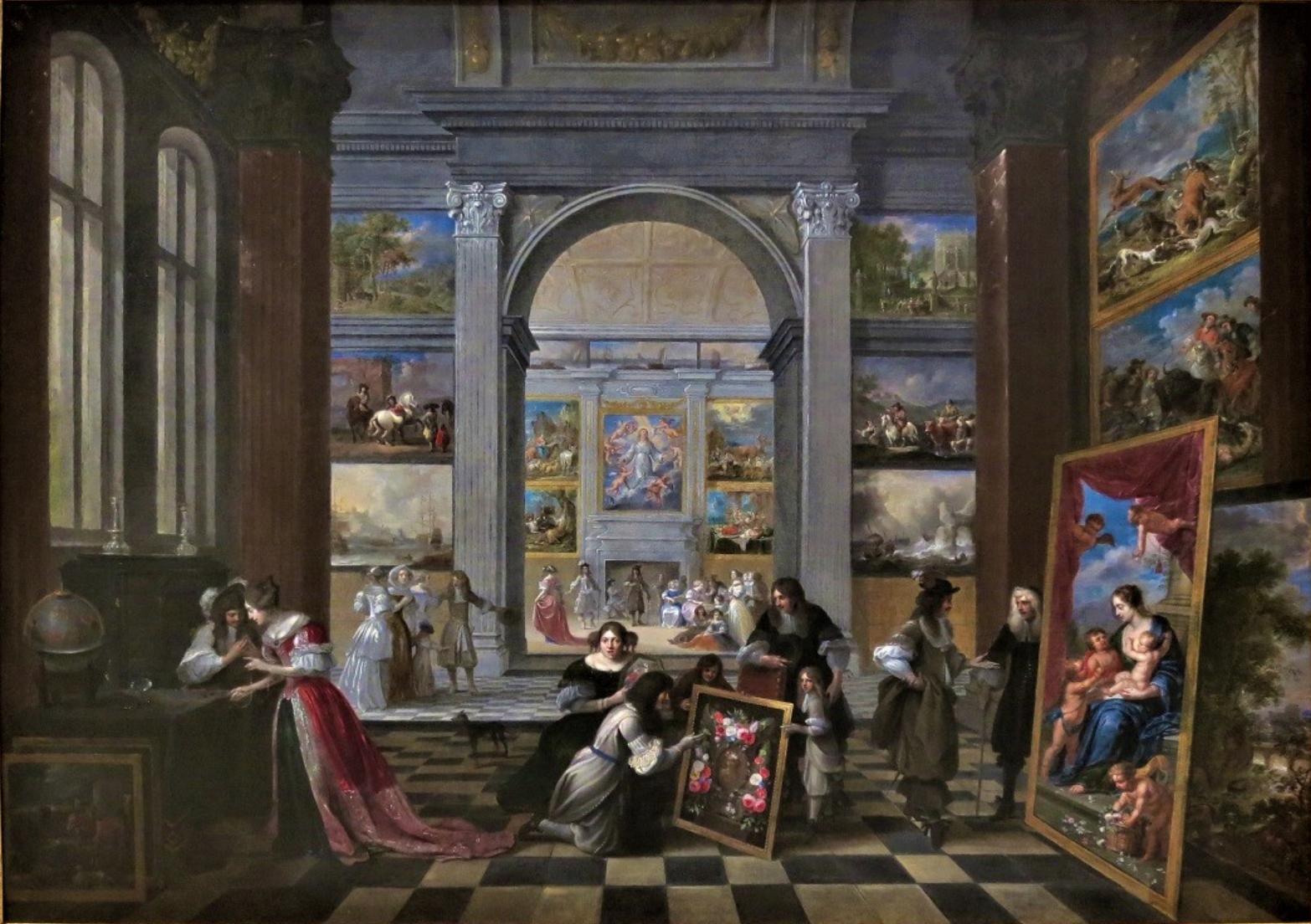
Gaspar de Witte, Wilhelm Schubert van Ehrenberg y Hieronymus Janssens, Interior de una galería de arte con numerosos visitantes, óleo sobre lienzo, 120 x 172 cm, Montargis, Musée Girodet.

Hieronymus Janssens, llamado   den Danser,  el Bailarín, (Amberes, 1624 - 1693) fue un pintor barroco flamenco especializado en escenas galantes de grupo.

## Biografía y obra
Discípulo de Christoph Jacobsz. van der Lamen en el curso 1636/1637, fue admitido como maestro en el gremio de San Lucas de Amberes en 1643/1644. 
Como su maestro se especializó en escenas cortesanas desarrolladas en fastuosos escenarios barrocos al aire libre o en lujosos interiores aristocráticos. Sus protagonistas, a menudo muy numerosos y elegantemente vestidos, bailan o juegan con variedad de gestos galantes. Escenas como el Baile en la terraza de un palacio del Palais des Beaux-Arts de Lille o El juego de la mano caliente del Louvre se han considerado precursoras de las Fiestas Galantes dieciochescas, a la vez que manifestaciones de los gustos progresivamente aristocratizantes de la rica burguesía que adquiría estos cuadros, exuberantes y despreocupados, alejados de las más intimistas escenas galantes holandesas.
Janssens colaboró con frecuencia con Wilhelm Schubert van Ehrenberg y Jacobus Ferdinandus Saey, a quienes pintó las figuras de sus perspectivas arquitectónicas, y realizó también algunos gabinetes de pinturas a la manera de David Teniers el Joven, como el Interior de una galería de arte con numerosos visitantes del museo Girodet de Montargis, pintado en colaboración con Ehrenberg y Gaspar de Witte, o la Visita a una galería de pinturas de colección particular madrileña, con anterior atribución a Gonzales Coques, donde se exponen pinturas de Anton van Dyck (La Piedad del Kunsthistorisches Museum de Viena y la Virgen con el Niño), Jacob Jordaens (Regreso de la Sagrada Familia de Egipto), David Teniers el Joven, Jan Brueghel de Velours y otros.